# Gare de Courcelles-sur-Nied
Gare de Courcelles-sur-Nied vasútállomás Franciaországban, Courcelles-sur-Nied településen.

## Vasútvonalak
Az állomást az alábbi vasútvonalak érintik:
- Réding–Metz-Ville-vasútvonal

## Kapcsolódó állomások
A vasútállomáshoz az alábbi állomások vannak a legközelebb:
- Gare de Peltre
- Gare de Sanry-sur-Nied